# Вазописець Несса

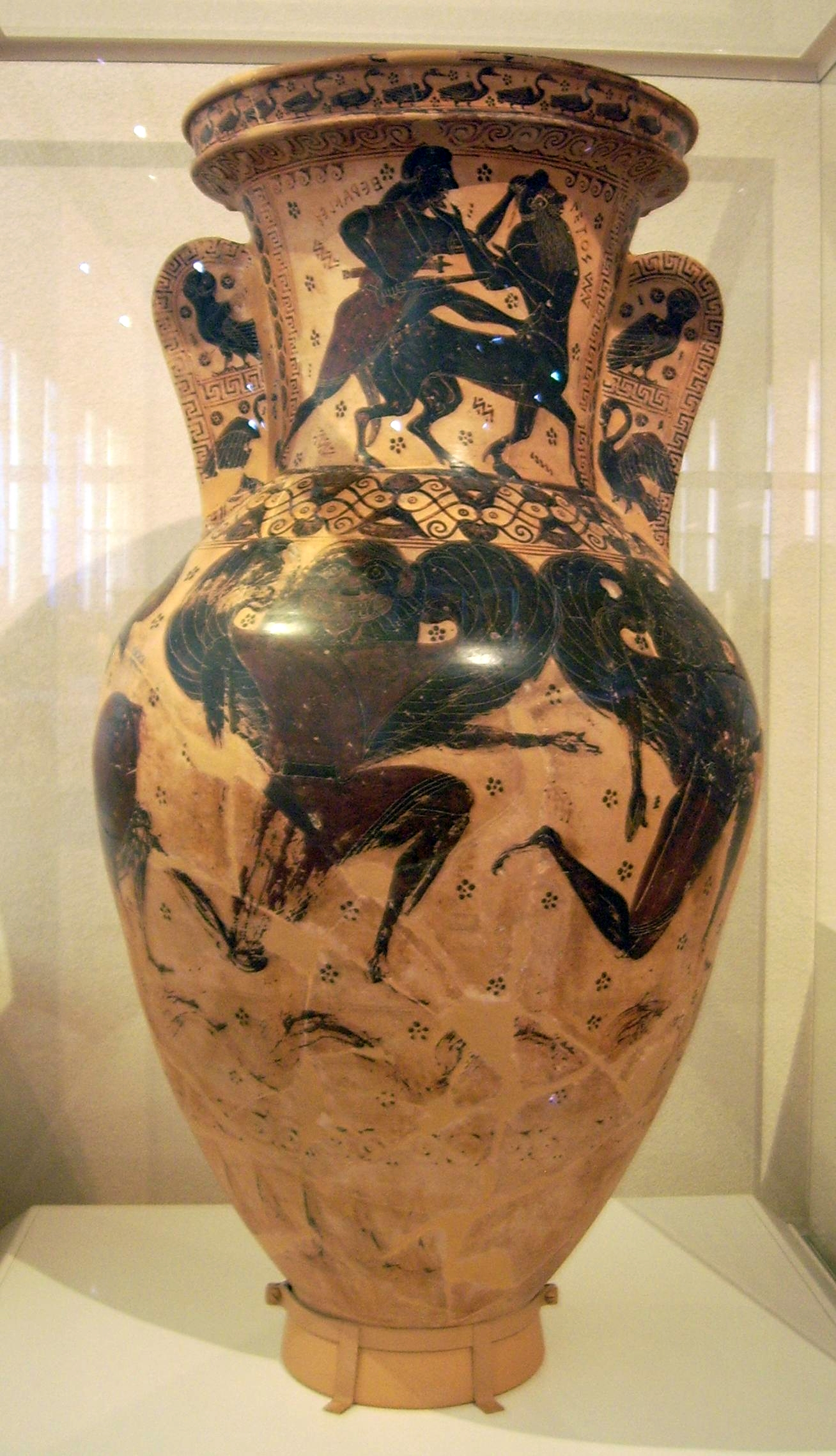
Амфора Несса, Національний археологічний музей Афін

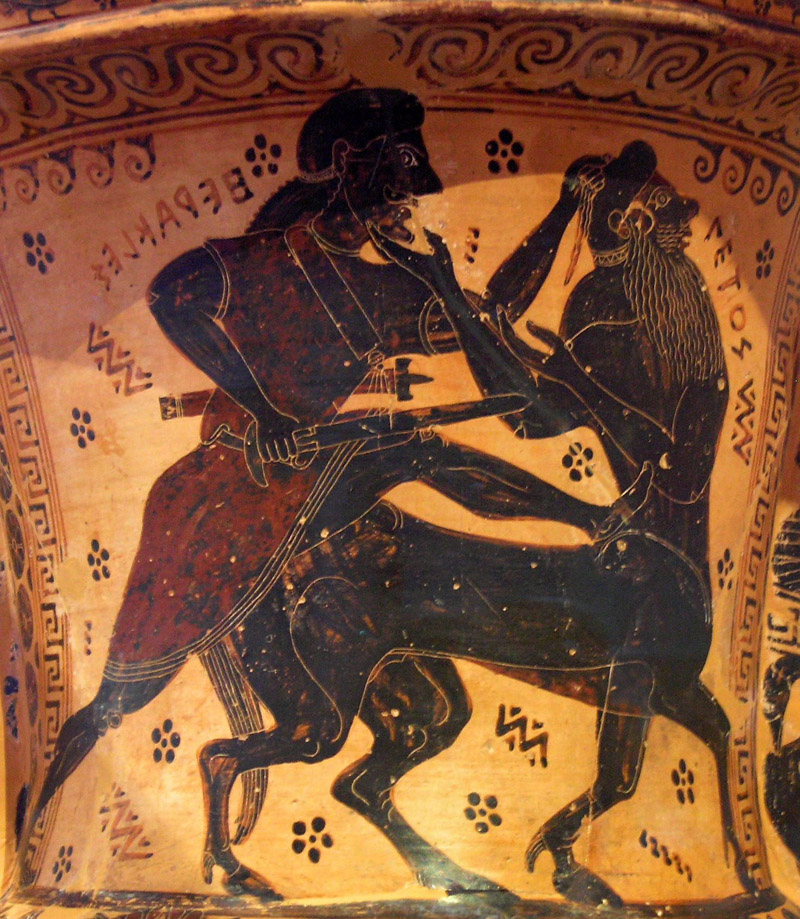
Деталь Амфори Несса, боротьба Геракла із Нессом

Вазописець Несса — анонімний давньогрецький вазописець, перший представник аттичного чорнофігурного вазопису. Він вважається першим афінським майстром, що сприйняв коринфський стиль, одночасно розвивав власну техніку та здійснив нововведення.

## Творчість
Найвідомішою роботою майстра є так звана «Амфора Несса», що нині зберігається в Національному археологічному музеї в Афін і на якій зображено боротьбу Геракла із міфічним Нессом. Ця ваза підписана ім'ям Νέτος, тобто Нет. Втім британський археолог Джон Бізлі назвав вазописця Нессом, оскільки надав перевагу варіанту аттичного діалекту імені Нет. Пізніше, після нових знахідок в Афінах і на кладовищі поза містом, зображення химери були ідентифіковані як робота цього художника і сам Бізлі намагався надалі використовувати назву Вазописець Химер, проте це ім'я так і не знайшло підтримки і не увійшло в загальний вжиток.
Ранні роботи художника особливо нагадують протокоринфський стиль, з використанням орнаментів, заповнюючих простір, аналогічних із манерою Берлінського вазописця. Однак своєю «Амфорою Несса» він продемонстрував новий стиль, відмінний від коринфського, який на даному етапі (наприкінці VII століття до н. е.) відзначався наявністю вільного простору та контурним малюванням. Це розходження породило нову техніку чорнофігурного вазопису.
Більшість його робіт припадає на останню чверть VII століття до н. е. — на період переходу від протокоринфського стилю до раннього коринфського. Втім Несс не відмовився повністю від контурного малюнку, але він представив нову гостроту та нове представлення форми, вимальовуючи такі деталі, як локони, пір'я тощо. Іншою характерною рисою художника Несса була масштабність деяких його робіт, висота яких перевищувала 1 метр.
Багатьма дослідниками вазописець Несс розглядається як необхідна перехідна ланка між коринфським стилем та класичним аттичним вазописом. Він часто використовував червоний пігмент, щоб підсилити червоний колір глини. Можливо, під впливом єгипетської манери зображення людських постатей, Несс виробив традицію, за якою біле обличчя позначало у живопису жінок, в той час як чоловіки зображувались із червоним обличчям. Дійсно до кінця чорнофігурного періоду білий колір використовувався на позначення жіночих фігур.